# Elaphoidella aberrans
Elaphoidella aberrans is een eenoogkreeftjessoort uit de familie van de Canthocamptidae. De wetenschappelijke naam van de soort is voor het eerst geldig gepubliceerd in 1954 door Chappuis.